# Tahmoor
Tahmoor est une ville australienne située dans le comté de  Wollondilly en Nouvelle-Galles du Sud. Elle est située à 90 km à l'ouest de Sydney, au pied des Hautes Terres du sud. En 2016, la population s'élevait à 5 067 habitants.